# Gabriela Gunčíková
Gabriela Gunčíková (ur. 27 czerwca 1993 w Kromieryżu) – czeska piosenkarka, była wokalistka Trans-Siberian Orchestra, reprezentantka Czech w 61. Konkursie Piosenki Eurowizji (2016).

## Życiorys

### Wczesne lata
W wieku ośmiu lat zaczęła naukę gry na gitarze, którą kontynuowała przez kolejne siedem lat podczas nauki w szkole muzycznej. Jako trzynastolatka wygrała konkurs piosenkarski organizowany w jej rodzinnym Kromieryżu. W tym samym czasie trenowała piłkę ręczną. W wieku 17 lat została wyselekcjonowana do kobiecej reprezentacji Czech w piłce ręcznej.

### Kariera muzyczna

#### 2011–12:SuperStariDvojí tvář
Profesjonalną karierę muzyczną rozpoczęła w 2011 udziałem w przesłuchaniach do drugiej edycji programu SuperStar, będącym czesko-słowacką wersją formatu Pop Idol. Zakwalifikowała się do udziału w odcinkach na żywo i dotarła do finału, w którym zajęła drugie miejsce, przegrywając jedynie z Lukášem Adamecem. W trakcie udziału w talent-show zaśpiewała takie piosenki, jak m.in. „Firework” Katy Perry, „The Final Countdown” zespołu Europe, „Lay All Your Love on Me” grupy ABBA, „Who Wants to Live Forever” Queen, „Listen to Your Heart” Roxette, „We Don’t Need Another Hero” Tiny Turner oraz „Livin’ on a Prayer” Jon Bon Jovi.
Po udziale w programie wydała swoją debiutancką płytę studyjną, zatytułowaną Dvojí tvář, która promowana była m.in. przez singiel „Zustanu naporad”. W tym samym roku otrzymała statuetkę za wygraną w kategorii „Nowy artysta” podczas gali wręczenia Czesko-Słowackich Nagród Muzycznych – „Czeski Słowik”.

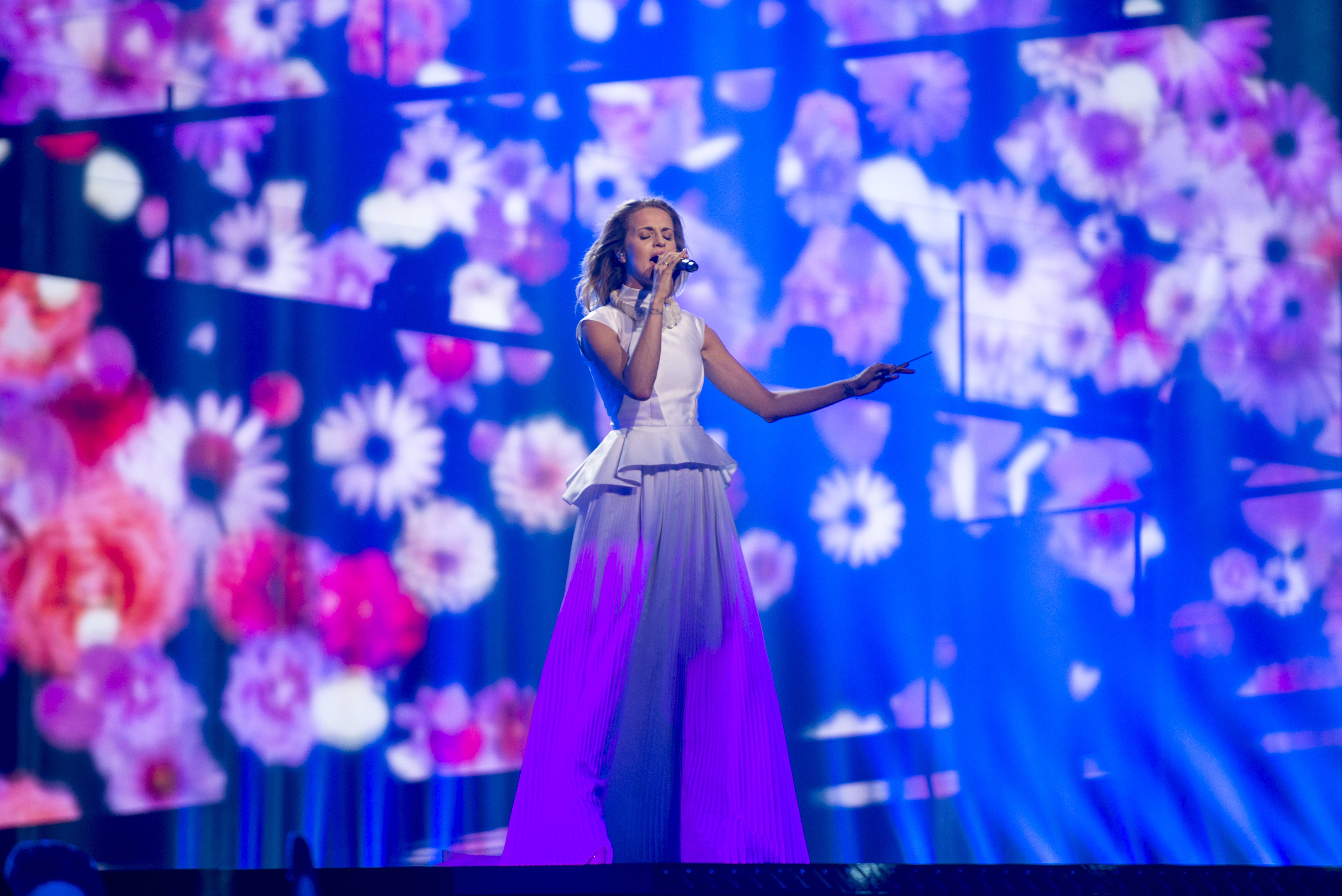
Gabriela Gunčíková podczas występu w 61. Konkursie Piosenki Eurowizji, maj 2016

#### Od 2013:Celkem jinái Konkurs Piosenki Eurowizji
W maju 2013 premierę miał jej drugi album studyjny, zatytułowany Celkem jiná. W latach 2014–2015 była wokalistką Trans-Siberian Orchestra.
W marcu 2016 przyjęła propozycję czeskiej telewizji dotyczącą reprezentowania Czech w 61. Konkursie Piosenki Eurowizji organizowanym w Sztokholmie. Jej konkursowym utworem został numer „I Stand”. 10 maja zaprezentowała go w pierwszym półfinale konkursu i zakwalifikowała się do finału, w którym zajęła przedostatnie, 25. miejsce po zdobyciu 41 punktów (wszystkie od jurorów).

## Dyskografia

### Albumy studyjne
- Dvojí tvář (2011)
- Celkem jiná (2013)